# Альбин (философ)

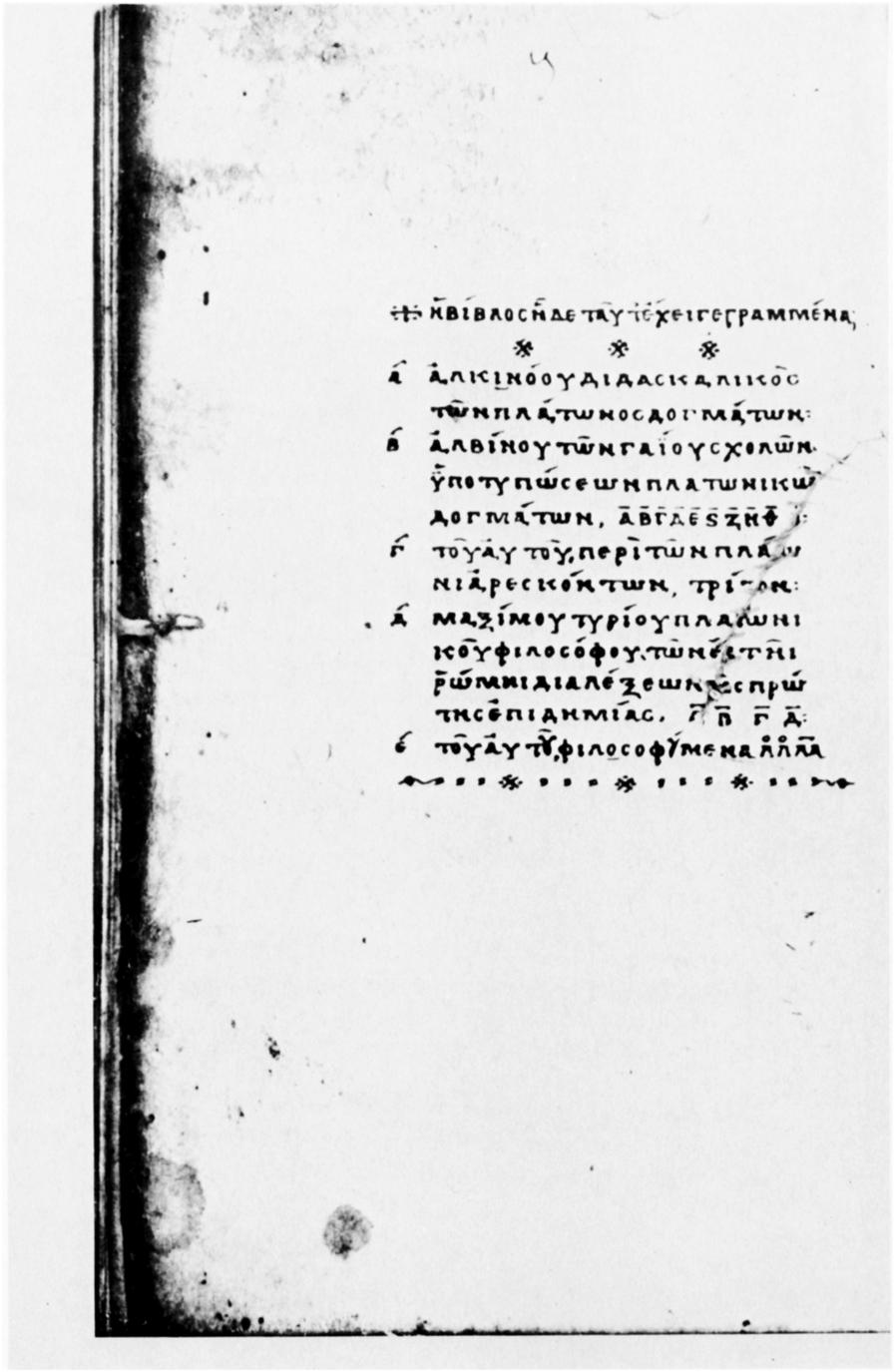
Список сочинений Альбина (Рукопись Paris. Gr. 1962, Национальная библиотека Франции)

Альби́н (греч. Ἀλβῖνος; сер. II в.) — древнегреческий философ-платоник, живший в Смирне. Учитель платоника Галена. Писал на греческом языке.

## Биография
Преподавал в Смирне. Пользовался авторитетом в позднейшей платонической традиции. Прокл называет его в числе «ведущих платоников» вместе в Гаем, Порфирием Нумением, и другими философами.
Краткий трактат о нём, озаглавленный как Введение в Платоновские диалоги, сохранился до наших дней. По названию одной из сохранившихся рукописей мы знаем, что Альбин был учеником медика Гая Платоника. Автор сохранившегося краткого «Предисловия» (Прологос) к диалогам Платона.
В XIX веке немецкий ученый Я. Фрейденталь в «Справочнике Платонизма» приписал Альбину «Учебник платоновских воззрений» Алкиноя. Эта атрибуция была опровергнута в работе Джона Уиттакера в 1974 году.

## Сочинения
- «Введение к диалогам Платона» (Εἰσαγωγήἐἰς τοὺς Πλάτωνος διάλογους),
- «Лекции Гая о платоновском учении»,
- «Мнения Платона»,
- «О бестелесном»[4].

Он также написал комментарии к «Тимею», «Государству».